# Sezemice (Rtyně nad Bílinou)
Sezemice (německy Sensomitz) je vesnice, část obce Rtyně nad Bílinou v okrese Teplice. Nachází se asi 1 km na sever od Rtyně nad Bílinou. V roce 2009 zde bylo evidováno 56 adres. V roce 2011 zde trvale žilo 133 obyvatel.
Sezemice leží v katastrálním území Velvěty o výměře 3,57 km².

## Historie
Dne 13. září 1723 koupil Sezemice od Karla Leopolda Příchovského z Příchovic jeho zeť František Karel Kressl z Kvaltenberku za 4500 zl. rýnských. František Karel (usedlý na Třebušíně a Vrbičanech) však panství (spolu s panstvím Kámen v bývalém bechyňském kraji) zadlužil tak, že dluhy obnášely 80 000 zl. Pročež, když dne 11. dubna 1741 zemřel, zanechav po sobě početnou rodinu, žádala nejstarší již plnoletá dcera Gabriela dne 11. září 1741 pány místodržící královské, aby nezletilým sirotkům ustanoveni byli poručníci, a aby statky byly, pod jejich dozorem spravovány, což se též stalo. Že však ale věřitelům nebyly ani úroky ani kapitály spláceny, žádali tito zase, aby statky dány byly pod sekvestraci a konečně prodány, aby k penězům svým přijíti mohli. Stalo se tak napotom roku 1746, že bylo panství Kámen se Sezemicemi v dražbě prodáno.

## Obyvatelstvo
|                                                                            | 1869 | 1880 | 1890 | 1900 | 1910 | 1921 | 1930 | 1950 | 1961 | 1970 | 1980 | 1991 | 2001 | 2011 |
| -------------------------------------------------------------------------- | ---- | ---- | ---- | ---- | ---- | ---- | ---- | ---- | ---- | ---- | ---- | ---- | ---- | ---- |
| Obyvatelé                                                                  | 220  | 247  | 231  | 282  | 291  | 369  | 343  | 169  | 162  | 136  | 117  | 70   | 78   | 133  |
| Domy                                                                       | 38   | 41   | 41   | 45   | 49   | 52   | 54   | 39   | .    | 39   | 33   | 30   | 37   | 44   |
| Počet domů z roku 1961 je zahrnut v domech místní části Rtyně nad Bílinou. |      |      |      |      |      |      |      |      |      |      |      |      |      |      |

## Pamětihodnosti
- U silnice v horní části vesnice stávala kaple svatého Floriána z roku 1841.[8] Zachovaly se pouze její základy.